# Пришелец (фильм, 2024)
«Пришелец» — российский драматический фильм 2024 года, режиссёром которого стал Иван Соснин.

## Сюжет
Самые обычные люди живут в маленькой уральской деревушке — кроме местного слабослышащего «дурака» Лёши. Вся деревня смеётся над ним, считая слабоумным. Тот и впрямь ведёт себя странно: живёт в доме, сколоченном из мусора, рисует круги на полях и верит в существование иных миров. Но вдруг случается событие, которое в корне меняет жизнь самого Алексея и других людей вокруг.

## В ролях
- Максим Стоянов — Алексей
- Алёна Мирошникова — Яна
- Василина Маковцева — мама
- Сергей Фёдоров — Анатольич
- Татьяна Сумарокова — бабушка

## Восприятие
Настасья Горбачевская (Film.ru) оценила фильм на 8 баллов и отметила: «Искренняя наивность кого-то обезоруживает, кого-то стремительно раздражает. Вероятно, правы и те и другие, но в случае „Пришельца“ хочется говорить (по крайней мере авторке этой рецензии) не о конструктах, а об ощущениях: о том, какая на ощупь мохнатая морда коня, как саднит ладонь, если пораниться острым камнем, как испуганная девочка держится за сильную руку и как испуганный мужчина держит слабых на руках». В то же время критик издания «Коммерсантъ» Юлия Шагельман, посчитала, что «рукодельная фантастика, собранная из подручных материалов подобно дому главного героя, полна, как обычно у Соснина, благих намерений и правильных гуманистических идей. Но реализовать их режиссёру в этот раз не вполне удалось».

## Награды и номинации
| Год  | Награда                                | Категория                            | Номинанты                                    | Результат | Прим. |
| ---- | -------------------------------------- | ------------------------------------ | -------------------------------------------- | --------- | ----- |
| 2024 | Московский международный кинофестиваль | Лучший фильм                         | «Пришелец»                                   | Номинация |       |
| 2025 | Белый слон                             | Лучшая мужская роль                  | Максим Стоянов                               | Номинация |       |
| 2025 | Белый слон                             | Лучшая работа художника-постановщика | Артём Груздев, Мария Орлова, Алексей Дударев | Номинация |       |
| 2025 | МКФ «Циолковский»                      | Гран-при                             | «Пришелец»                                   | Номинация | [ 4 ] |
| 2025 | МКФ «Циолковский»                      | Приз жюри космонавтов                | «Пришелец»                                   | Победа    | [ 5 ] |